# Carlos Gouveia Coelho
Dom Carlos Gouveia Coelho (João Pessoa, 28 de dezembro de 1907 — 7 de março de 1964) foi bispo católico brasileiro. Durante seu governo à frente da Diocese de Niterói, o Papa João XXIII criou a Diocese de Nova Friburgo, desmembrando-a da então elevada Arquidiocese de Niterói, e das dioceses de Campos e Valença.

## Biografia
Filho dos educadores José Vieira Coelho e Maria Emerentina de Gouvêa Coelho, estudou no Seminário da Paraíba e, uma vez ordenado sacerdote, foi designado para cooperar no episcopado de seu tio, Dom Moisés Sizenando Coelho, arcebispo da Paraíba, tendo exercido as funções de secretário do bispado, vigário cooperador e diretor do Colégio Padre Rolim, de Cajazeiras.
Em seguida, foi catedrático do Seminário da Paraíba. Capelão do Colégio Pio X de João Pessoa e de N. Sra. de Lourdes e diretor do departamento de Educação da Paraíba. Foi também presidente da Comissão de Educação da CNBB, sócio e presidente do Instituto Arqueológico, Histórico e Geográfico Pernambucano.
Em 1948, foi nomeado bispo da Diocese de Nazaré, de onde foi transferido para Niterói, em 1954, e, daí, para a Arquidiocese de Olinda e Recife, em 1960.
Submetido a uma intervenção cirúrgica, não resistiu devido a complicações com a anestesia.